# الأساس (مسلسل)
الأساس (بالإنجليزية: Foundation)‏ هو مسلسل خيال علمي أمريكي عُرض منصة أبل تي في +. المسلسل مبني على سلسلة روايات تحمل نفس الاسم للكاتب إسحق عظيموف.
عُرض المسلسل في 24 سبتمبر 2021. وفي أكتوبر 2021 تم الأعلان عن تجديده لموسم ثاني.

## طاقم العمل
- لو لوبيل : "غال دورنيك"

## روابط خارجية
- الموقع الرسمي
- الأساس على موقع IMDb (الإنجليزية)
- الأساس على موقع ميتاكريتيك (الإنجليزية)
- الأساس على موقع روتن توميتوز (الإنجليزية)
- الأساس على موقع كينوبويسك (الروسية)
- الأساس على موقع ألو سيني (الفرنسية)
- الأساس على موقع قاعدة بيانات الفيلم (الإنجليزية)

لم يتم العثور على روابط لمواقع التواصل الاجتماعي.